# Reinaldo Sánchez Olivares
Reinaldo del Carmen Sánchez Olivares (Viña del Mar, 17 de octubre de 1944) es un empresario y dirigente de fútbol chileno. Fue presidente de la Federación de Fútbol de Chile y de la Asociación Nacional de Fútbol Profesional (ANFP) entre 2001 y 2006. Actualmente es presidente del Santiago Wanderers desde agosto de 2021. 

## Biografía
Estudió en el colegio Rubén Castro de Viña del Mar y tuvo un breve paso por la carrera de Mecánica en la Pontificia Universidad Católica de Valparaíso. Se inició en el negocio de los microbuses a temprana edad, y ha llegado a poseer una flota de alrededor de 150 buses. Es presidente de la Cooperativa Expresos Viña y —desde la década de 1990— del Consejo Superior del Transporte de la región de Valparaíso.
En 1992 asumió como presidente del club de fútbol Santiago Wanderers, donde era socio desde el 5 de mayo de 1976, cargo en que se mantuvo hasta 2001, cuando fue sucedido por su hijo, Luis Sánchez Cruz. Ese año postuló a la presidencia de la ANFP, resultando electo el 24 de septiembre por 27 contra 16 votos de Luis Alberto Simián, por lo que asumió el 1 de octubre de 2001.
Durante su período en la máxima dirigencia del fútbol chileno, la Selección chilena adulta tuvo un mediocre desempeño en la clasificación para la Copa Mundial de Fútbol de 2006, bajo la dirección técnica de Juvenal Olmos. Sánchez destituyó a Olmos en abril de 2005, y fue reemplazado por el entrenador uruguayo-chileno Nelson Acosta, sin embargo, el equipo chileno no logró revertir los malos resultados y quedó fuera de la Copa Mundial. Junto con Jorge Claro fueron los gestores de la creación del Canal del Fútbol (CDF) en 2003. En septiembre de 2006 Chile obtuvo la organización de la Copa Mundial Femenina de Fútbol Sub-20 de 2008. Unas semanas más tarde, el 5 de octubre de ese año, Sánchez renunció a la presidencia de la ANFP.
En 2006 comenzaría la conocida "huelga de los completos", una funesta crisis en la escasez de palta en la región de Valparaíso.
En 2007 fue expulsado de Santiago Wanderers, acusado de ser uno de los gestores de la grave crisis por la que pasaba el club. Su sucesor en la ANFP, Harold Mayne-Nicholls, le imputó haber dejado un déficit de 1700 millones de dólares en la asociación, denuncia que fue negada por Sánchez, quien defendió su gestión y aseguró haber dejado pagadas todas las deudas que recibió de la administración anterior.